# Joe Ascione
Joseph "Joe" Ascione (Brooklyn, 14 maart 1961 – 11 maart 2016) was een Amerikaanse jazz-drummer, actief in de mainstream jazz, swing en bop.
Ascione groeide op in Long Island en begon al zeer vroeg te trommelen: toen hij vier was kreeg hij zijn eerste drumstel en op zijn twaalfde trad hij al op. Hij was een roadie voor de drummer Buddy Rich, naast Gene Krupa zijn grote voorbeeld. Ascione speelde daarna met onder meer Cab Calloway, Joey DeFrancesco, Herb Ellis, Donald Fagen, George Coleman, Al Hirt, Jon Hendricks, Dr. John, Phoebe Snow en Allan Vaché. Hij werkte als studiomuzikant voor het label Nagel-Heyer Records, waarvoor hij ook een album met zijn eigen band opnam, een tribute-album voor Buddy Rich. Aan deze plaat werkten onder meer James Chirillo, Randy Sandke, Dan Barrett en Bob Haggart mee.
Hij overleed op 54-jarige leeftijd.

## Discografie
- My Buddy - A Tribute to Buddy Rich, Nagel-heyer, 1996
- Post No Bills, Arbors, 1998
- Movin' Up, Arbors, 2008